# L'elefante gay
L'elefante gay è una canzone per bambini scritta da Gianni Greco che partecipò all’Ambrogino d’oro nel 1984 entrando in finale nell'interpretazione della decenne Erika Mannelli. La manifestazione canora, presentata da Lara Saint Paul, fu trasmessa in diretta su Rai2.

## Storia
Con L'elefante gay Gianni Greco conclude la sua trilogia sul mondo omosessuale, dopo Tommi, storia un ragazzo che ci ripensa e Donna più donna, ritratto di un maschio sessista che intende sfruttare le tendenze lesbiche della propria compagna, canzone in cui per la prima volta compare in un testo musicale il termine "sessantanove" (Gianni Greco, 45 giri, 1981).
La particolarità de L'elefante gay sta nella parte testuale, che affronta in forma di favola il tema dell'omosessualità nell'ambito di una fruizione infantile. Nessun'altra canzone per bambini cantata da una bambina o un bambino ha più osato farlo, e questo rende L'elefante gay un brano tuttora unico al mondo nel suo genere (la canzone Twee Vaters, interpretata dall'adolescente olandese Terence Uphoff nel 2005, che tratta in modo serio un argomento pratico e non favolistico come il fatto di avere due padri, appartiene a un altro genere).
Benché l'autore abbia sempre dichiarato di aver scritto questa canzone per rendere simpatico ai bambini un personaggio che li avrebbe aiutati a non fare distinzioni tra gli "uguali" e i "diversi", L'elefante gay ha suscitato all'epoca e ancor di più nel III millennio varie critiche e polemiche, sia in un pubblico perbenista che in una parte del mondo LGBT, che vi ha riscontrato vari stereotipi.
Ma uno dei primi detrattori del brano, il giornalista Giovanni Dall'Orto, fu poi l'ideatore del disco Pride Compilation del 2005, che aveva come pezzo trainante proprio L'elefante gay reinterpretato da Platinette.
Tra le varie cover è citabile quella di Marca Canaglia, che nel 2019 ne realizzò una travolgente versione rock.
Negli anni L'elefante gay ha mantenuto una sua presenza costante sia sul web che in TV (Markette, Striscia la Notizia, Blob, Via dei Matti nº0) e nelle radio, trasmessa in programmi come Il ruggito del coniglio, La Zanzara, Un giorno da pecora, Lo zoo di 105, Supermax ecc. Duro fu lo scontro in diretta congiunta su Radio Deejay e Radio Blu tra l’autore del brano e il Trio Medusa la mattina del 12 ottobre del 2005. Nell'estate del 2023, dopo 39 anni dalla sua uscita, L'elefante gay, nella sua versione originale audio e video, è inaspettatamente divenuto un vero tormentone nei social network, totalizzando milioni di visualizzazioni in pochi giorni. Ne hanno fatto pubbliche analisi Immanuel Casto, Auroro Borealo, Iacopo Melio, Rocco Tanica, Stefano Bollani, La Wanda Gastrica, Andrea Viscusi e molti altri, contribuendo ad attribuire a questa canzone per bambini un ruolo non secondario nella storia del costume a cavallo degli ultimi due secoli.

## Critiche e polemiche
Critiche negative su L'elefante gay arrivarono fin da subito da due settori all'epoca ben distinti: gli eterosessuali e gli omosessuali, ma con motivazioni diverse. Secondo alcuni eterosessuali era uno scandalo che a una bambina di 10 anni si facesse cantare un testo così ardito e accondiscendente nei confronti di un personaggio decisamente "diverso" in una manifestazione canora dedicata ai bambini. In secondo luogo si criticava la Rai, sempre così attenta ai contenuti delle proprie trasmissioni, per aver permesso la messa in onda della "scandalosa" canzone. Certi omosessuali da parte loro invece puntarono il dito contro la presenza di stereotipi ritenuti negativi nella canzone: l'elefantino si comporterebbe secondo gli stilemi più deteriori e logori dell'iconografia LGBT. Le polemiche in verità non si sono mai placate, e si ripresentano ogni volta che la canzone ha qualche ritorno alla ribalta. Oggi, con le nuove regole del Politically Correct, è opinione di molti che non sarebbe più possibile far uscire un testo simile, con versi come "non più lui ma lei", "gli occhi dolci fa con ambiguità" o "bello vieni qua", e tanto meno "la virilità l'ha attaccata al tram" cantati da un bambino, e probabilmente anche da un adulto (vedi dichiarazione di Stefano Bollani in Via dei Matti nº0). Ma critiche e polemiche possono ascriversi a una minoranza di fruitori, la maggioranza dei quali ha goduto e gode dell'ascolto, come di tante altre, anche di questa canzoncina, per molti un bel ricordo della propria infanzia.